# Сам Хюстън
Самюъл Хюстън (на английски: Samuel Houston), наричан също Сам Хюстън, е американски политик и държавник, 1-ви и 3-ти президент на Република Тексас.
На него е наречен град Хюстън. Той е единственият човек в историята на САЩ, който е бил губернатор на 2 различни щата, и е единственият губернатор, който преди това е бил глава на друга държава.

## Биография
Сам Хюстън е роден в град Лексингтън, окръг Рокбридж, Вирджиния. Той бил петото от десетте деца на семейство плантатори, емигранти от Ълстър. Неговият баща е майор, участвал във Войната за независимост. След смъртта на бащата, семейството се мести в Меривил, Тенеси. През 1809 Сам бяга от вкъщи и известно време живее с чероките. През 1812 се връща в Меривил, където основава първото училище в Тенеси. Участва в Британско-американската война на страната на индианците крийки. По време на тази война се запознава с ген. Андрю Джаксън, бъдещ президент на САЩ.
През 1818 Хюстън излиза от армията и започва работа като юрист. В края на годината е назначен за главен прокурор на Нашвил. През 1822 е избран, а през 1824 преизбран, като представител (депутат) на Тенеси. През 1827 става губернатор на Тенеси (1 октомври 1827 – 16 април 1829). През януари 1829 се жени за 18-годишната Елиза Алън, (развежда се през 1837, когато Хюстън става президент на Тексас) и подава оставка. Влиза в средите на чероките и се жени за индианка. Основава фактория на територията на днешния щат Оклахома. Започва да пие, развежда се и охлажда отношенията си с Андрю Джаксън, който по това време е президент на САЩ.
През 1832 във Вашингтон Хюстън се кара с конгресмена от Охайо Уилям Станбъри (противник на Джаксън), след което го подстригва и набива с палка по улицата. Поради това, на 17 април, той е арестуван и изправен на съд и осъден да плати глоба в размер на 500 долара. Въпреки това Хюстън отказва да плати и напуска страната.
През декември Хюстън се озовава в Тексас (тогава в Мексико). На 1 април 1833 присъства на заседание в Сан Фелипе, където Уилям Уортън го убеждава в идеята за независимостта на Тексас.
Когато през 1835 започва войната за независимост, Хюстън е назначен за генерал-майор в армията, а през март 1836, след като подписва Декларацията за независимост на Тексас, става главнокомандващ. На 21 април Хюстън оглавява армията при сражението при Сан Хасинто и нанася съкррушително поражение на числено превъзхождащата мексиканска армия. На следващия ден в плен попада и мексиканският президент Санта Ана, който е принуден да подпише Договорите от Веласко, с които признава независимостта на Тексас (единствено мексиканското правителство не ратифицира договорите).
Хюстън 2 пъти заема поста президент на Тексас: 22 октомври 1836 – 10 декември 1838 и 13 декември 1841 – 9 декември 1843, а между двата мандата заседава в Камарата на представителите на републиката, критикувайки политиката на президента Мирабо Ламар. В чест на Хюстън е наречена столицата на републиката, обявена на 30 август 1836 г. (през 1839 г. столицата е преместена в Остин). Той става известен и като основател на тексаската масонска ложа. На 9 май 1840 г. в щата Алабама Хюстън се жени за 3-ти път (междувременно умира индианската му жена) за 21-годишната Маргарет Мъфет Лий, която му ражда 8 деца.
Когато през 1845 Тексас става част от САЩ, Хюстън влиза в Сената и остава сенатор до 1859. В Сената се обявява за противник на аболиционизма, убеден в единството на страната и териториалното ѝ разширяване, поддържайки присъединението на Орегон и компромиса от 1850. През 1852 е един от възможните кандидати за президент от Демократическата партия. Хюстън два пъти се проваля в опитите си да стане губернатор на Тексас и накрая успява през 1859. В началото на гражданската война не поддържа сецесията на Тексас и затова отказва да стане верен на Конфедеративните американски щати и на 16 март подава оставка. По едно време, щом избягва кръвопролития в щата, той отказва помощта на Линкълн с 50 000 войници за възстановяване на мира в щата. По големият син на Хюстън, Сам Хюстън-младши, въпреки съветите на баща си, участва във войната на страната на Конфедерацията.
Последните си години Хюстън прекарва в Хънтсвил, където, след кратко леко боледуване, умира на 70-годишна възраст на 26 юли 1863. Погребан в гробището Оукууд в Хентсвил. В града е създаден негов мемориален музей и е създадена статуя с височина 20 м, една от най-големите такива на американски държавници.